# Robert O'Hara Burke
Robert O'Hara Burke (6. května 1820 či 1821? Saint Clerans, hrabství Galway, Irsko – 28. června 1861, Cooper Creek, Austrálie) byl irský policejní důstojník a cestovatel v Austrálii. Prošel značnou část dosud neprozkoumaného australského vnitrozemí. Byl první kdo při expedici užil afghánské velbloudy jako jízdní a nákladní zvířata.

## Život
Robert O'Hara Burke byl jedním ze sedmi dětí britského královského důstojníka Jamese Burkeho a Anne Louisy O'Harové. Vystudoval vojenskou akademii ve Woolwichi a v roce 1841 vstoupil do jezdeckého pluku rakouské armády. V roce 1848 se vrátil do Irska, kde byl přijat do řad královské irské policie. 
V roce 1853 byl přeložen do Melbourne jako inspektor. V policejní službě se osvědčil a v roce 1858 byl jmenován superintendantem v Castlemaine, Victoria.
Koncem 50. let 19. století začaly úřady státu Victorie organizovat velkou výpravu napříč Australským kontinentem. Burke v roce 1859 dostal pověření prozkoumat vnitrozemí Austrálie od Cooper Creeku ke Carpentarskému zálivu jako vedoucí této expedice.

## Popis cesty
S početnou expedicí se Burke vydal roku 1860 z Melbourne, za dva měsíce překročil řeku Darling u Meninde a poté pokračoval ke Cooper Creeku, kde zřídil základnu a ponechal zde část výpravy a zásob pro zpáteční cestu. Dále pokračovali pouze čtyři: Robert Burke, William Wills (1833 – 1861), John King (1839 – 1872) a Charley Gray. Se šesti velbloudy prošli rozlehlou poušť, pohoří McKinlay a podél řeky Flinders došli v únoru 1861 do Carpentarského zálivu. V tu dobu měli již minimální zásoby vody a potravin, proto se rozhodli ihned k pochodu zpět k Cooper Creeku. Vysílení hladem a žízní postupovali pouští jen velmi pomalu a když v dubnu dorazili k základně, zjistili, že jejich druhové krátce před tím základnu opustili a vzali s sebou většinu potravin. Vydali se na jih, ale krátce na to zemřel Charley Gray. Pro úplné vyčerpání 28. června 1861 na řece Cooper Creek zemřel i Burke s Willsem. Pouze John King se nakonec doplazil na dolní tok Cooper Creeku, kde ho zachránili domorodci. V září 1861 ho zde živého nalezla záchranná výprava. Tyto záchranné akce už Burkemu nepomohly, zato prozkoumaly velkou část australského vnitrozemí. Ostatky Burkeho a Willse byly převezeny do Melbourne, kde byl 21. ledna 1863 uspořádán slavnostní pohřeb.
Tragický osud výpravy je přisuzován její velmi špatné organizaci. Komise, která byla jmenována k přešetření všech okolností, v závěrečné zprávě poukázala na Burkeho chybná rozhodnutí a veřejností byl pokládán za hlavního viníka.

## Dílo
- „The Burke and Wills exploring expedition“. Melbourne 1861